# Classic Sud Ardèche de 2019
A 19.ª edição da clássica ciclista Classic Sud Ardèche foi uma competição de ciclismo na França que se celebrou a 2 de março de 2019 com início e final na cidade de Guilherand-Granges sobre um percurso de 200,2 quilómetros.
A corrida fez parte do UCI Europe Tour de 2019, dentro da categoria UCI 1.1. O vencedor final foi o francês Lilian Calmejane da Direct Énergie seguido do também francês Valentin Madouas da Groupama-FDJ e o norueguês Odd Christian Eiking da Wanty-Gobert.

## Equipas participantes
Tomaram parte na corrida 19 equipas: 2 de categoria UCI World Team; 16 de categoria Profissional Continental; e 1 de categoria Continental. Formando assim um pelotão de 129 ciclistas dos que acabaram 104. As equipas participantes foram:
| Equipes WorldTeam (2)- AG2R La Mondiale - Groupama-FDJ Equipes profissionais Continentais (16)- Direct Énergie - Arkéa-Samsic - Cofidis, Solutions Crédits - Vital Concept-B&B Hotels - Androni Giocattoli-Sidermec - Wallonie Bruxelles - Roompot-Charles - Wanty-Groupe Gobert - Delko-Marseille Provence - Neri Sottoli-Selle Italia-KTM - Caja Rural-Seguros RGA - Israel Cycling Academy - Rally UHC Cycling - Riwal Readynez - Euskadi Basque Country-Murias - Burgos-BH Equipe Continental- Saint Michel-Auber 93 |
| |

## Classificação final
- As classificações finalizaram da seguinte forma:[3]

| \| Classificação geral \| Classificação geral \| Classificação geral \| Classificação geral \| Classificação geral \| \| Ciclista \| Ciclista \| Equipe \| Tempo \| \| \| ------------------- \| -------------------- \| ----------------------------- \| ------------------- \| ------------------- \| \| 1. \| Lilian Calmejane \| Direct Énergie \| 5h23m59s \| \| \| 2. \| Valentin Madouas \| Groupama-FDJ \| + 4s \| \| \| 3. \| Odd Christian Eiking \| Wanty-Gobert \| + 4s \| \| \| 4. \| Romain Bardet \| AG2R La Mondiale \| + 4s \| \| \| 5. \| Pieter Weening \| Roompot-Charles \| + 4s \| \| \| 6. \| Patrick Müller \| Vital Concept-B&B Hotels \| + 4s \| \| \| 7. \| Alexis Vuillermoz \| AG2R La Mondiale \| + 4s \| \| \| 8. \| Guillaume Martin \| Wanty-Gobert \| + 4s \| \| \| 9. \| Garikoitz Bravo \| Euskadi Basque Country-Murias \| + 4s \| \| \| 10. \| Nicolas Edet \| Cofidis, Solutions Crédits \| + 4s \| \| |                      |                               |          |
| |                      |                               |          |
| Fonte: ProCyclingStats |                      |                               |          |
| Classificação geral |                      |                               |          |
| Ciclista | Ciclista             | Equipe                        | Tempo    |
| 1. | Lilian Calmejane     | Direct Énergie                | 5h23m59s |
| 2. | Valentin Madouas     | Groupama-FDJ                  | + 4s     |
| 3. | Odd Christian Eiking | Wanty-Gobert                  | + 4s     |
| 4. | Romain Bardet        | AG2R La Mondiale              | + 4s     |
| 5. | Pieter Weening       | Roompot-Charles               | + 4s     |
| 6. | Patrick Müller       | Vital Concept-B&B Hotels      | + 4s     |
| 7. | Alexis Vuillermoz    | AG2R La Mondiale              | + 4s     |
| 8. | Guillaume Martin     | Wanty-Gobert                  | + 4s     |
| 9. | Garikoitz Bravo      | Euskadi Basque Country-Murias | + 4s     |
| 10. | Nicolas Edet         | Cofidis, Solutions Crédits    | + 4s     |

## UCI World Ranking
A Classic Sud Ardèche outorgou pontos para o UCI World Ranking para corredores das equipas nas categorias UCI World Team, Profissional Continental e Equipas Continentais. A seguinte tabela são o barómetro de pontuação e os 10 corredores que obtiveram mais pontos:
| Posição   | 1.º | 2.º | 3.º | 4.º | 5.º | 6.º | 7.º | 8.º | 9.º | 10.º | 11.º | 12.º | 13.º-15.º | 16.º-25.º |
| Pontuação | 125 | 85  | 70  | 60  | 50  | 40  | 35  | 30  | 25  | 20   | 15   | 10   | 5         | 3         |

| Classificação |                      |                               |        |
| Posição       | Ciclista             | Equipa                        | Pontos |
| ------------- | -------------------- | ----------------------------- | ------ |
| 1.º           | Lilian Calmejane     | Direct Énergie                | 125    |
| 2.º           | Valentin Madouas     | Groupama-FDJ                  | 85     |
| 3.º           | Odd Christian Eiking | Wanty-Gobert                  | 70     |
| 4.º           | Romain Bardet        | AG2R La Mondiale              | 60     |
| 5.º           | Pieter Weening       | Roompot-Charles               | 50     |
| 6.º           | Patrick Müller       | Vital Concept-B&B Hotels      | 40     |
| 7.º           | Alexis Vuillermoz    | AG2R La Mondiale              | 35     |
| 8.º           | Guillaume Martin     | Wanty-Gobert                  | 30     |
| 9.º           | Garikoitz Bravo      | Euskadi Basque Country-Murias | 25     |
| 10.º          | Nicolas Edet         | Cofidis, Solutions Crédits    | 20     |